# Mońki-Wieś
Mońki-Wieś (hist. Mońki) – dawna wieś, w latach 1965–1971 oraz od 1987 część miasta Mońki w województwie podlaskim. Leży na południowy wschód od centrum miasta (ok. 2 km), wzdłuż alei Wojska Polskiego. Stanowi odizolowane przestrzennie skupisko osadnicze względem dawnego osiedla kolejowego Mońki – dzisiejszego centrum miasta.
Mońki-Wieś jest wsią od której miasto Mońki (dawniej nazywane Mońki Stacja Kolejowa) bierze swoją nazwą.

## Historia
Wieś Mońki założono na początku XVI w. przez ród Mońków, jako zaścianek szlachecki, który w 1535 otrzymał Mikołaj Kaczorowski. W okresie staropolskim znajdowały się w ziemi bielskiej. Na skutek rozbiorów od 1795 roku znajdowała się w zaborze pruskim, a od 1815 w zaborze rosyjskim. W 1881 zbudowano stację kolejową, przy której powstało niewielkie osiedle. Zawdzięczało ono pewne znaczenie obecności pobliskich koszar rosyjskich (znajdujących się w Hornostajach). 
W okresie międzywojennym Mońki znalazły się w gminie Kalinówka w powiecie białostockim, w województwie białostockim. Spis ludności z 1921 wyodrębniał folwark, stację i wieś o nazwie Mońki, które łącznie liczyły 212 mieszkańców i 35 budynków mieszkalnych.
16 października 1933 utworzono gromadę Mońki w gminie Kalinówka, składającą się ze wsi Mońki i stacji kolejowej Mońki (z osiedlem przystacyjnym).
Po wojnie Mońki zachowała inicjalnie przynależność administracyjną, lecz już 1 kwietnia 1954 utworzono powiat moniecki z siedzibą w Mońkach (przystacyjnych).
Jesienią 1954, w związku z reformą administracyjną państwa, Mońki-Wieś i Mońki-Stacja (stanowiące od 1933 wspólną gromadę) wyłączono ze zniesionej gminy Kalinówka i włączono do nowo utworzonej gromady Mońki z siedzibą we wsi Mońki. 1 stycznia 1959 siedzibę GRN przeniesiono ze wsi Mońki do osady przystacyjnej Mońki. 31 grudnia 1959 z gromady Mońki wyłączono wsie Sikory i Waśki włączając je do gromady Kalinówka Kościelna, wsie Koleśniki i Potoczyzna włączając je do gromady Hornostaje oraz wsie Przytulanka, Ciesze, Kołodzież, Znoski i Moniuszeczki włączając je do gromady Dziękonie. Po manewrze tym gromada składała się już tylko z osady przystacyjnej Mońki oraz wsi Mońki.
1 stycznia 1965 gromadę Mońki zniesiono w związku z nadaniem jej praw miejskich, przez co Mońki (wieś) stały się integralną częścią miasta Mońki z centrum w dawnej osadzie przystacyjnej. Sytuacja ta przetrwała siedem lat.
1 stycznia 1972 Mońki-Wieś odzyskały samodzielność przez wyłączenie z miasta Mońki i włączenie jako wieś do reaktywowanej gromady Mońki. Gromada Mońki funkcjonowała przez dokładnie jeden rok (1972), czyli do kolejnej reformy gminnej. Z dniem 1 stycznia 1973 roku utworzono gminę Mońki, w skład której weszły Mońki-Wieś.
23 lipca 1987, po ponad szesnastu latach samodzielności, Mońki-Wieś (181,09 ha) włączono z powrotem do miasta Mońki.